# Frances Willard
Frances Elizabeth Caroline Willard (Churchville, 28 de setembro de 1839 - Nova Iorque, 18 de fevereiro de 1898) foi uma educadora e feminista estadunidense, conhecida pela defesa do sufrágio feminino.

## Ligação externa
- Coleção de documentos de Frances Willard na Northwestern University Library (em inglês)